# Samkowa Czuba
Die Samkowa Czuba ist ein Bergmassiv in der polnischen Westtatra mit 1189 Metern Höhe nördlich des Massivs des Giewont.

## Lage und Umgebung
Unterhalb des Gipfels liegen die Täler Dolina Strążyska und Dolina Małej Łąki. 

## Tourismus
Die Samkowa Czuba ist für Wanderer nicht zugänglich.
Als Ausgangspunkt für eine Besteigung ihrer Hänge aus den Tälern eignen sich die Kondratowa-Hütte, Ornak-Hütte und das Kalatówki-Berghotel.

## Belege
- Zofia Radwańska-Paryska, Witold Henryk Paryski, Wielka encyklopedia tatrzańska, Poronin, Wyd. Górskie, 2004, ISBN 83-7104-009-1.
- Tatry Wysokie słowackie i polskie. Mapa turystyczna 1:25.000, Warszawa, 2005/06, Polkart, ISBN 83-87873-26-8.

## Panorama

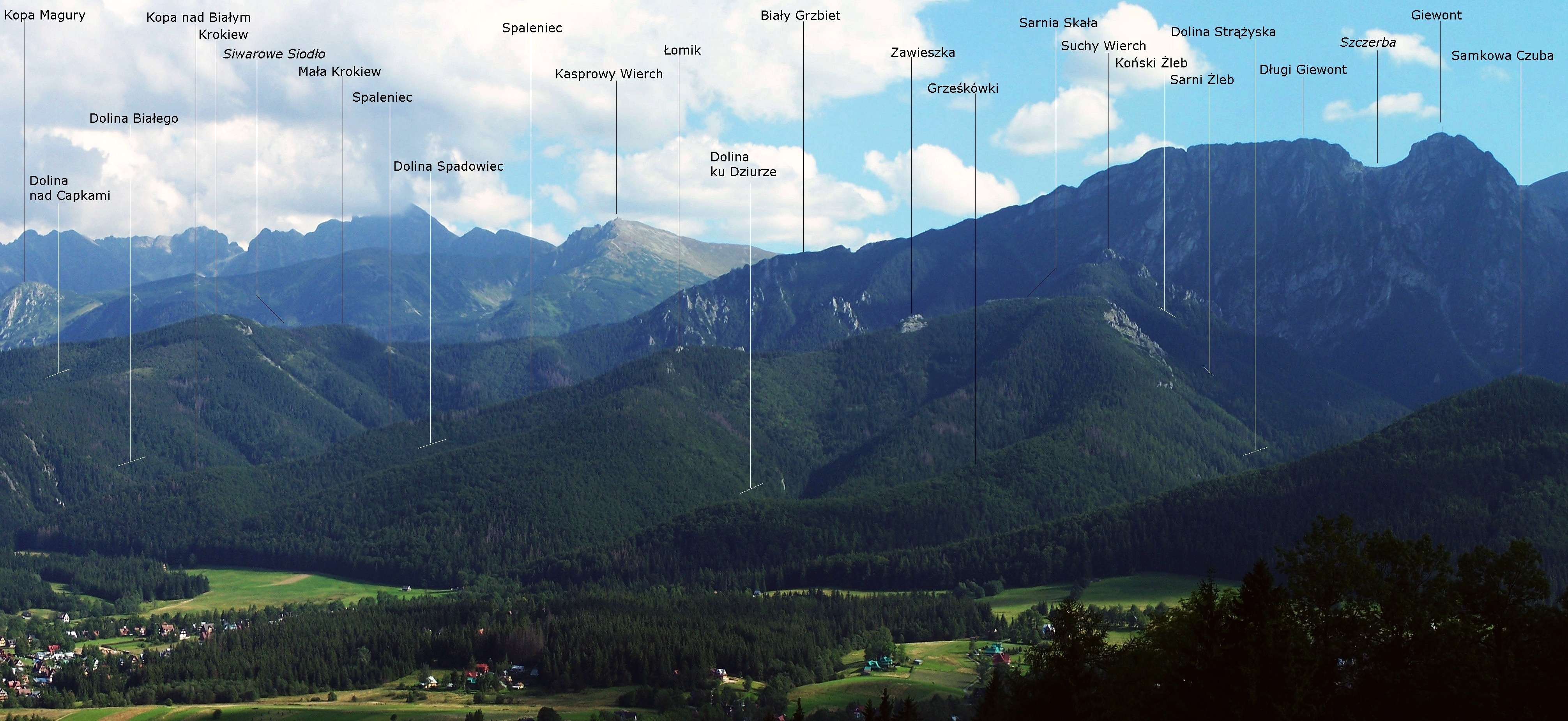
Rechts im Bild, Blick vom Skilift Polana Szymoszkowa